# Anchietea pyrifolia
Anchietea pyrifolia là một loài thực vật có hoa trong họ Hoa tím. Loài này được (Mart.) G.Don mô tả khoa học đầu tiên năm 1831.